# Jane Eyre (film, 1915)
 (mars 2018).
Si vous disposez d'ouvrages ou d'articles de référence ou si vous connaissez des sites web de qualité traitant du thème abordé ici, merci de compléter l'article en donnant les références utiles à sa vérifiabilité et en les liant à la section « Notes et références ».
Pour les articles homonymes, voir Jane Eyre (homonymie).
Pour plus de détails, voir Fiche technique et Distribution.
Jane Eyre est un court métrage muet américain réalisé par Travers Vale, sorti en 1915. Son scénario est inspiré du roman éponyme de Charlotte Brontë.

## Fiche technique
- Titre : Jane Eyre
- Réalisation : Travers Vale
- Scénario : d'après Jane Eyre de Charlotte Brontë
- Société de production : Biograph Company
- Société de distribution : General Film Company (États-Unis)
- Pays de production :  États-Unis
- Genre : Drame
- Durée : 30 minutes
- Date de sortie : 
  - États-Unis : 4 août 1915

## Distribution
- Louise Vale : Jane Eyre
- Franklin Ritchie : Rochester
- Gretchen Hartman : Bertha Mason, femme de Rochester
- Alan Hale
- Hector V. Sarno
- Herbert Barrington
- Kate Bruce
- Kenneth Davenport
- Laura La Varnie
- Helen Wright